# آرسیتس (پسر اردشیر یکم)
آرسیتس شاهزاده هخامنشی و پسر اردشیر یکم و برادر تنی و کوچک‌تر داریوش دوم بود که در سال اول حکومت برادرش داریوش همراه با آرتاسیراس و برخی بزرگان علیه برادرش شورش کرد اما شورش شکست خورد و به فرمان داریوش دوم آرتاسیراس در آتش خفه شد اما از اینکه آرسیتس هم کشته شد، اطلاعی در دسترس نیست؛ گویی با نفوذ پروشات خواهر و همسر شاه او بخشیده شده‌است.